# تيغوسيغالبا
تيغوسيغالبا (بالإسبانية: Tegucigalpa)‏ يشار إليها أيضا باسم تيغوس،  هي عاصمة هندوراس ومقر حكومة الجمهورية، مع المدينة التوأم لها كوماياغويلا.
تم تأسيسها في 29 سبتمبر 1578 من قبل الإسبان، وأصبحت عاصمة البلاد في 30 أكتوبر 1880 في عهد الرئيس ماركو أوريليو سوتو. يضع دستور هندوراس الحالي، الذي صدر في عام 1982، المدينتان الشقيقتان تيغوسيغالبا وكوماياغويلا، لتكونا بمثابة عاصمة دائمة، بموجب المادتين 8 و 295.
أصبحت هندوراس دولة ذات سيادة فردية بعد محاولة فاشلة لإنشاء جمهورية أمريكا الوسطى في عام 1821. في 30 يناير 1937، تم تغيير المادة 179 من الدستور الهندوراسي 1936 بموجب المرسوم 53 لتأسيس تيغوسيغالبا وكوماياغويلا باعتبارها منطقة مركزية.
تقع تيغوسيغالبا في منطقة المرتفعات الوسطى الجنوبية المعروفة باسم قسم فرانسيسكو مورازان التي هي أيضا عاصمة المحافظة. وهو تقع في وادي وتحيط بها الجبال. تقسم تيغوسيغالبا وكوماياغويلا من قبل نهر تشولوتيكا. المنطقة المركزية هي الأكبر بين بلديات قسم فرانسيسكو مورازان الثمانية والعشرين.
تيغوسيغالبا هي أكبر مدن هندوراس من حيث المساحة والسكان، فضلا عن كونها المركز السياسي والإداري في البلاد. تستضيف تيغوسيغالبا 25 سفارة أجنبية و 16 قنصلية. وهي القاعدة الرئيسية للعديد من الكيانات المملوكة للدولة مثل شركة إيني للطاقة وهندوتيل للاتصالات. والمدينة أيضا هي موطن لأهم جامعة حكومية في البلاد، وهي الجامعة الوطنية المستقلة في هندوراس،  وكذلك فريق كرة القدم الوطني. المطار الدولي في العاصمة هو مطار تونكونتين، وهو معروف بمدارجه القصيرة حيث يجب على الطيارين القيام بمناورات عديدة عند الهبوط أو الإقلاع لتجنب الجبال القريبة.
مكتب مقاطعة العمدة المركزي (بالإسبانية: Alcaldia Municipal del Distrito Central)‏ هو الهيئة الحاكمة في المدينة،  التي يرأسها رئيس بلدية  وعشرة أعضاء من المجلس المحلي يشكلون المؤسسة البلدية. وبما أنها مركز الدائرة أيضا، فمكتب محافظ مقاطعة فرانسيسكو مورازان يقع أيضا في العاصمة. في عام 2008، اعتمدت المدينة ميزانية مقدارها 1.555 مليار لمبيرا (82,189,029 دولار). في عام 2009، وذكرت حكومة المدينة أنها حققت عائدات بقيمة 1.955 مليار لمبيرا (103,512,220 دولار)، أكثر من أي عاصمة أخرى في أمريكا الوسطى باستثناء مدينة بنما.
لم تجاري البنية التحتية تيغوسيغالبا تزايد النمو السكاني فيها. ولذلك فإن التخطيط الحضري الناقص،  وكثافة العمران والفقر  هي مشاكل مستمرة إلى الآن. كما أن الطرق المزدحمة تخلق الفوضى بشكل يومي حيث أن البنية التحتية للطرق الحالية غير قادرة على التعامل بكفاءة مع أكثر من 400,000 مركبة. اتخذت كل من الحكومتين الحاليتين الوطنية والمحلية خطوات لتحسين وتوسيع البنية التحتية وكذلك للحد من الفقر في المدينة.

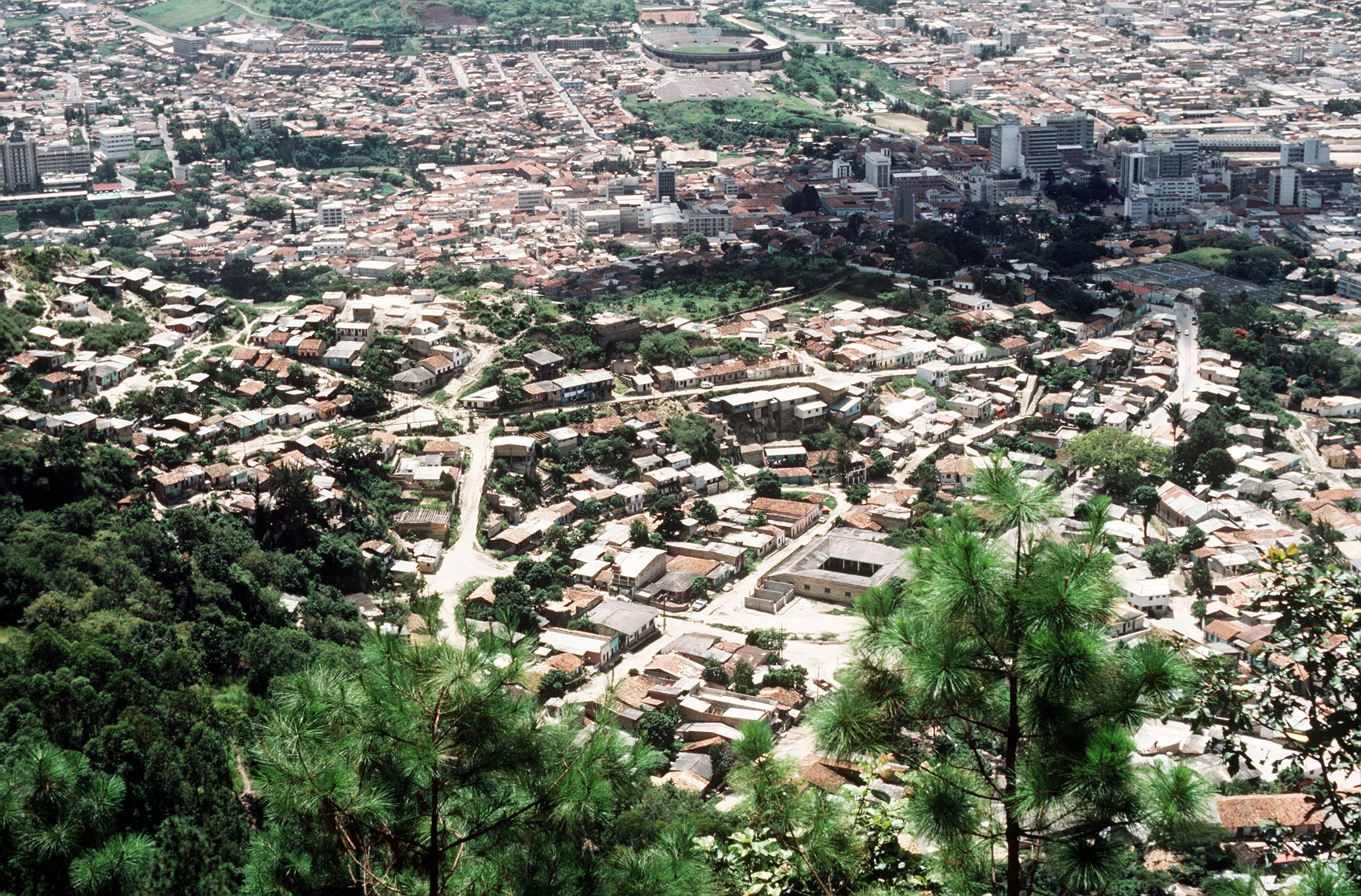
تيجوسي جالبا